# 伊藤憲一
伊藤 憲一（いとう けんいち、1938年3月7日 - 2022年3月14日）は、日本の国際政治学者。専門は国際政治学、戦略論。公益財団法人日本国際フォーラム代表理事・会長。日本会議代表委員、NPO法人世界開発協力機構副総裁、青山学院大学名誉教授、カンボジア大学名誉博士。

## 人物
東京都出身。1960年に一橋大学法学部を卒業し外務省に入省。ハーバード大学留学等のあと、在モスクワ、マニラ、ワシントンの日本大使館書記官、南東アジア一課長などを歴任し、1977年に外務省を退官した。
外務省退官後は新自由クラブの一員となる一方、1980年から2006年まで青山学院大学に助教授・教授として在籍するかたわら、1980年から1987年までジョージタウン大学戦略国際問題研究所(CSIS) 東京代表を務めた。また、新自由クラブ時代の縁で、大来佐武郎の公益財団法人日本国際フォーラムの設立に参画した。
自ら副総裁を務めるNPO法人世界開発協力機構（総裁は深見東州）が主催する「世界オピニオンリーダーズサミット」を日本国際フォーラムとして後援し、第1回から第3回目までの同サミットにパネリストとして出席した。

## 略歴
- 1938年 東京都生まれ
- 1959年 外交官上級試験合格
- 1960年 一橋大学法学部卒業、外務省入省。同期には林貞行、福田博、谷野作太郎ら。
- 1960年 アメリカ陸軍語学校留学（ロシア語、1961年まで）
- 1961年 ハーバード大学大学院政治学部留学（ソ連外交研究、1963年博士課程中途退学）
- 1963年 在ソ連大使館三等書記官
- 1965年 外務省国際資料部事務官
- 1967年 外務省経済協力局事務官
- 1970年 在フィリピン大使館二等書記官
- 1973年 在アメリカ大使館一等書記官（政務担当）
- 1975年 外務省アジア局南東アジア第1課長
- 1977年 外務省退職、伊藤憲一事務所開設
- 1980年 青山学院大学経営学部助教授
- 1980年 ジョージタウン大学戦略国際問題研究所の東京代表（-1987年）
- 1982年 青山学院大学国際政治経済学部教授（-2006年）
- 1985年 東京大学教養学部非常講師および北海道大学スラブ研究センター研究員（-1986年）
- 1987年 財団法人日本国際フォーラム専務理事
- 1990年 財団法人日本国際フォーラム理事長[11]
- 1999年 特定非営利活動法人日本紛争予防センター理事長（-2004年）[12]
- 2006年 青山学院大学名誉教授
- 2017年 公益財団法人日本国際フォーラム会長[13]
- 2022年 誤嚥性肺炎の為東京都内の病院にて死去、84歳没[14]。

## 著作等

### 単著
- 『アメリカは甦るか――現代アメリカ政治外交論』（合同出版、1980年）
- 『ソ連は強いものには手を出さない――日本が強者であるための国際戦略』（ごま書房ゴマセレクト、1982年）
- 『国家と戦略』（中央公論社、1985年）
- 『世界が日本の将来に蒼ざめる理由――歴史の流れを読む』（光文社カッパ・ビジネス、1986年）
- 『大国と戦略』（文春ネスコ、1988年）
- 『日本の大戦略』（飛鳥新社、1990年）
- 『「二つの衝撃」と日本――「勝者なき平和」の「新世界秩序」を求めて』（PHP研究所、1991年）
「消極的平和主義と積極的平和主義について」の節で、日本が積極的平和主義に転換するべきという主張をしている。
- 『地平線を超えて――インターナショナル・ナショナリストの視点から』（三田出版会、1993年）
- 『21世紀世界への道案内――25の視座から変わりゆく世界を透視する』（三田出版会、1995年）
- 『超近代の衝撃――21世紀世界の力と論理』（東洋経済新報社、1995年）
- 『歴史を読み解く――「ポスト戦争時代」としての現代』（モラロジー研究所、2003年）、ブックレット
- 『新・戦争論――積極的平和主義への提言』（新潮新書、2007年）

### 訳書
- （ジョージタウン戦略研究所編）『ソビエト・マニュアル 上下』（PHP研究所、1984-1985年）
- （ズビグネフ・ブレジンスキー）『大いなる失敗――20世紀における共産主義の誕生と終焉』（飛鳥新社、1990年）
- （ヒュー・ディ・サンティス）『進歩を超えて――相互主義論序説』（文藝春秋、1997年）

### 監修書
- （日本国際フォーラム）『日本のアイデンティティ――西洋でも東洋でもない日本』（フォレスト出版、1999年）
- （日本国際フォーラム）『21世紀日本の大戦略――島国から海洋国家へ』（フォレスト出版、2000年）
- （日本国際フォーラム）『現代予防外交論――冷戦後世界のキーワード』（フォレスト出版、2000年）
- （日本国際フォーラム）『海洋国家日本の構想――世界秩序と地域秩序』（フォレスト出版、2001年）
- （田中明彦）『東アジア共同体と日本の針路』（日本放送出版協会、2005年）
- （東アジア共同体評議会）『東アジア共同体白書2010』（たちばな出版、2010年）

### 論考
- 「米国主導世界秩序の戦略論的考察」（年報戦略研究1<戦略とは何か>、戦略研究学会、芙蓉書房出版、2003年12月）

## メディア出演
- おはよう!CNN（1984年4月2日 - 1985年）- キャスターとしてレギュラー出演[15]